# Exobasidium

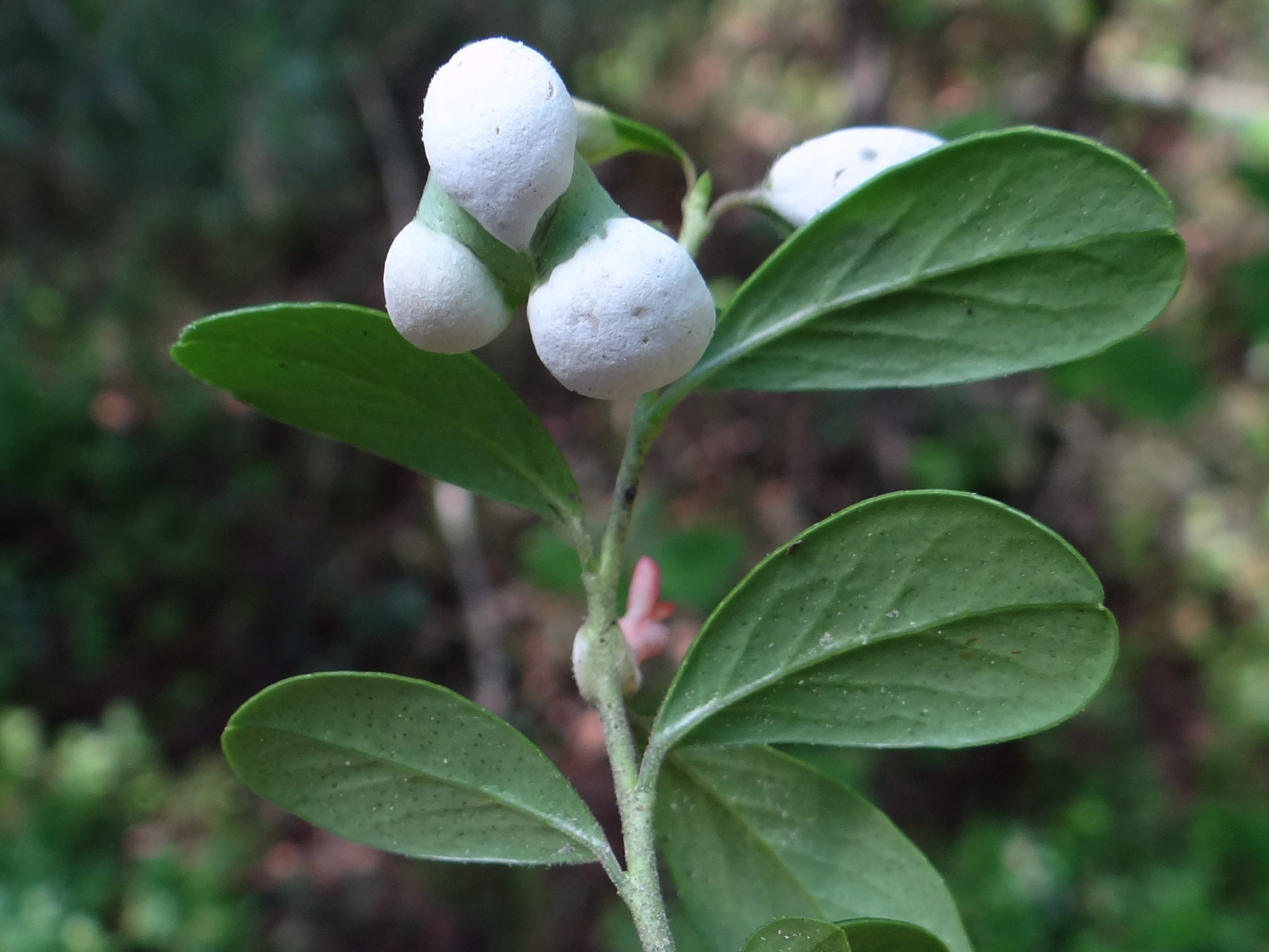
Płaskosz borówkowy

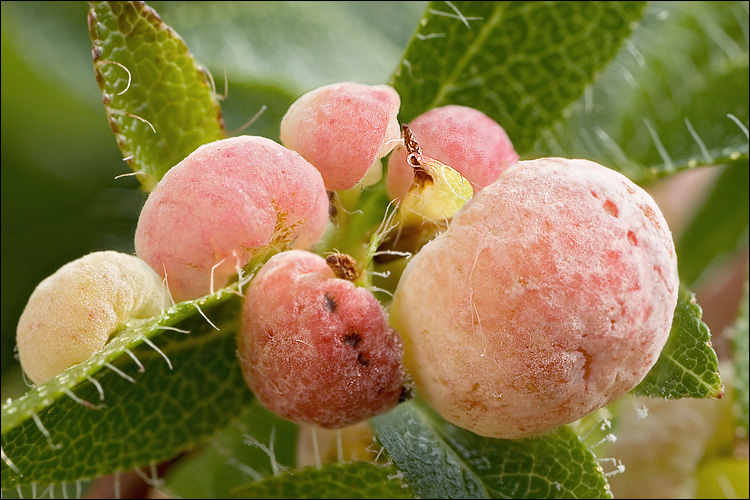
Płaskosz galasowaty różanecznika

Exobasidium Woronin (płaskosz) – rodzaj grzybów z klasy płaskoszy (Exobasidiomycetes). Pasożyty roślin, zwłaszcza z rodziny wrzosowatych (Ericaceae).

## Charakterystyka
Rozwijają się na liściach, pędach i pąkach kwiatowych roślin. Te gatunki, które rozwijają się tylko na ich powierzchni powodują powstawanie plamistości, te, które przenikają strzępkami również do ich tkanek powodują zniekształcenia. Wytwarzane przez grzybnię podstawki wydostają się przez zniszczoną epidermę, lub aparaty szparkowe. Bazydiospory cienkościenne, gładkie. Po wykiełkowaniu wyrasta z nich grzybnia wytwarzająca zarodniki konidialne.
Są to grzyby monocykliczne, tzn. rozmnażające się tylko raz w okresie wegetacji. Ich uśpione zarodniki prawdopodobnie zimują na pąkach wegetatywnych i zaczynają się rozwijać wiosną na jednorocznych pędach. Objawy porażenia rośliny stają się widoczne po kilku tygodniach. Porażone pędy roczne obumierają po zarodnikowaniu.
W Polsce najczęściej występuje płaskosz borówki (Exobasidium vaccinii).

## Systematyka i nazewnictwo
Pozycja w klasyfikacji według Index Fungorum: Exobasidiaceae, Exobasidiales, Exobasidiomycetidae, Exobasidiomycetes, Ustilaginomycotina, Basidiomycota, Fungi.
Synonim: Arcticomyces Savile:
Nazwy polskie taksonów na podstawie ustaleń Komisji do spraw polskiego nazewnictwa grzybów.

## Gatunki występujące w Polsce
- Exobasidium arescens Nannf. 1981 – płaskosz czernicy
- Exobasidium discoideum Ellis 1874 – płaskosz białawy różanecznika
- Exobasidium dubium Racib. 1909 – płaskosz obrzeżony różanecznika
- Exobasidium expansum Nannf. 1981 – płaskosz pędowy łochyni
- Exobasidium japonicum Shirai 1896
- Exobasidium juelianum Nannf. 1981 – płaskosz pędowy borówki
- Exobasidium ledi P. Karst. 1878[6] – płaskosz bagna
- Exobasidium karstenii Sacc. & Trotter 1912 – płaskosz pędowy modrzewnicy
- Exobasidium myrtilli Siegm. 1879 – płaskosz pędowy czernicy
- Exobasidium oxycocci Rostr. ex Shear 1907 – płaskosz pędowy żurawiny
- Exobasidium pachysporum Nannf. 1981 – płaskosz halny
- Exobasidium rhododendri (Fuckel) C.E. Cramer 1874 – płaskosz galasowaty różanecznika
- Exobasidium rostrupii Nannf. 1981 – płaskosz żurawiny
- Exobasidium splendidum Nannf. 1981 – płaskosz purpurowy borówki
- Exobasidium sundstroemii Nannf. 1981 – płaskosz modrzewnicy
- Exobasidium vaccinii-uliginosi Boud. 1894 – płaskosz pędowy halny
- Exobasidium vaccinii (Fuckel) Woronin 1867 – płaskosz borówki
- Exobasidium warmingii Rostr. 1888 – tzw. płaskoszek zimnolubny

Nazwy naukowe na podstawie Index Fungorum. Nazwy polskie i lista gatunków według Komisji do spraw polskiego nazewnictwa grzybów.